# Alberto Labad
Alberto Labad (Bilbao, 10 de junio de 1940) es un pintor español. Reside en Altea (Alicante) desde 1979. Según el crítico Carlos García Osuna «Labad pinta cuerpos humanos; desnudos de mujer perfilados con un par de líneas y volúmenes, donde sobran las ampulosidades y apenas se insinúan los rasgos anatómicos definidores de las formas femeninas. Y, sin embargo, el aroma del erotismo está asumido en cada pincelada». Su particular manera de pintar lleva a muchos espectadores a creer que se trata de spray con plantilla, sin embargo, se trata de óleo y brocha. Firma sus cuadros como «LABAD», su primer apellido en mayúsculas.

## Biografía
Alberto Labad Sasiaín nació en Bilbao el 10 de junio de 1940 siendo el último de cuatro hermanos. De madre vasca, Rosario Sasiaín Villarías natural de Gallarta, y padre riojano de lejana ascendencia francesa, Eusebio Labad Ocón, doctorado en Ciencias Químicas. Ingresó en 1957 en la Universidad de Oviedo para cursar estudios de Ciencias Químicas, pero en el segundo curso regresa a Bilbao decidido a ser pintor. Inicia sus personales experiencias pictóricas, sin que la tradicional "pintura vasca" o las corrientes que por esos años iniciaban su andadura, le preocuparan o incitaran en una u otra dirección, si bien, pueden apuntarse ciertos acercamientos a la abstracción y alguna influencia, sobre todo en procedimientos, de José Barceló, pintor al que el joven Labad visitó en su estudio con frecuencia. En 1963, cumple el servicio militar en Logroño. Durante su estancia militar, realiza su primera exposición en la Caja Provincial de Ahorros de Logroño. Al año siguiente decide marchar a Fuengirola, Málaga, que durante un tiempo será su residencia.
En su regreso a su ciudad natal conoce a la también pintora Karmele Aldai, bilbaína de nacimiento pero desde corta edad residente en Las Palmas de Gran Canaria y que por esa época vivía en Bilbao. En 1965 viajarán juntos a Las Palmas donde pronto materializa diversos trabajos para publicidad, algún mural en hoteles y edificios públicos. Tras casarse tiene dos hijos, Fernando (1967) y Cristina (1969). Durante 10 años en la isla realiza algunas exposiciones colectivas y cuatro individuales. Su cuarta exposición individual tiene lugar en 1972 en la galería Tassili en Oviedo, promovida por el marchante Juan González-Quirós y Corujo, aristócrata asturiano y anticuario, que le adquiere obra durante algún tiempo
En 1975 se traslada a un pequeño pueblo del norte de Burgos, Quintana Martin Galindez, donde dará comienzo una segunda etapa. Su intención era pasar aquí un corto periodo de reposo y meditación, pero su estancia provisional se prolonga cinco años. Por mediación del arquitecto y coleccionista de arte, Juan Manuel Ruiz de la Prada, conoce a Juana Mordó y a Eugenia y Antonio Súñer. Así, en el mismo año de su llegada a la península realiza su primera de tres exposiciones que mostrará la Galería Sen en los años 1975, 1978 y 1983, unido a salida a Caracas, en Venezuela en el 1981 organizada por dicha galería madrileña. En 1977 organiza una segunda exposición en Bilbao, en la galería Uranga, otra en Boticcelli en Las Palmas en el 1979, y asiste al "Art Expo", de Barcelona. En el 1977 participa en la "III Bienal Vasco Navarra de Pintura" y participa en exposiciones colectivas como la de Juana Mordó y ARCO.
En 1979 se afinca en Altea a orillas de Mediterráneo, en Alicante. En 1992 viaja a Miami, Florida, para preparar la Exposición "Florida" en Novo Art Gallery, Boca Ratón.
En 2015 realiza su primera exposición en diez años, en la Casa de la Música de Cigarreras de Alicante titulada Pintar distinto.
En 2016 expone en la galería Marlborough Madrid con el título Naturaleza muerta, pintura española siglos XX-XXI.
Entre abril y junio de 2019 tiene lugar la exposición “Otra pintura” en la sala Pedro Delso de la Fundación Frax de Alfaz del Pi.

## Exposiciones

### Exposiciones individuales
- 1964 Caja Provincial de Ahorros, Logroño.
- 1969 Galería Wiot, Las Palmas Gran Canaria.
- 1971 Galería Illescas, Bilbao.
- 1971 Galería Iolas Velasco, Madrid.
- 1973 Galería Tassili, Oviedo.
- 1975 Galería Sen, Madrid.
- 1977 Galería Uranga, Bilbao.
- 1978 Galería Sen, Madrid.
- 1978 Galería Dach, Bilbao.
- 1979 Galería Botticelli, Las Palmas Gran Canaria.
- 1981 Galería Serra, Caracas (Venezuela).
- 1981 Galería Arrabal, Callosa d'Ensarria.
- 1986 Galería d'els Artistes, Altea (Alicante).
- 1988 Galería La Cúpula, Madrid.
- 1988 Galería Josep Penedés, Tarragona.
- 1989 Galería Velázquez, Valladolid.
- 1989 Galería AR-CO, Bruselas (Bélgica).
- 1990 Galería Casar, Alicante.
- 1992 Novo Art Gallery, Boca Ratón (Florida).
- 1993 Galería Las Olas, Fort Lauderdale (USA).
- 1994 Jardines de Abril, San Juan (Alicante).
- 1994 La Petite Galerie, Bruselas (Bélgica).
- 1995 Galerij Serge Scohy, Amberes (Bélgica).
- 2003-4 Galería DER RETER KUNSTRAUM, Altea.
- 2009 The Fussion Gallery, Altea.
- 2015 Casa de la Música, Centro Cultural Las Cigarreras. Alicante. "Pintar distinto"

### Exposiciones colectivas
- 1976 New Spanish Paintings-Hastings. Spanish Institute Gallery, New York.
- 1977 Art-Expo, Barcelona.
- 1977 Galería Juana Mordó, Madrid
- 1978 III Bienal Vasco Navarra de Pintura.
- 1978 Fundación Gulbenkian, Lisboa (Portugal).
- 1981 "Línea, Espacio y Expresión en la pintura actual Española Museo nacional Río de Janeiro.
- 1981 Arteder, Bilbao.BBAA,
- 1981 "El realismo en la pintura actual Española" Museo Puskin Moscú y Leningrado.
- 1985 Arco, Madrid.
- 1987 Arco, Madrid.
- 1992 Arco, Madrid.
- 1994 Arco, Madrid.
- 1994 Interart, Valencia.
- 1994 Interart, Toulouse.
- 1998 Firaltea, Altea (Alicante).
- 2016 Falería Marlborough, Madrid.

## Obras

### Encargos para empresas
- Banca March.
- Central Nuclear Sta. María de Garoña, Burgos.
- Agencia Alfredo Fraile, Barcelona.
- ERCROS, División Inmobiliaria.
- Kuwait Investment Office, Barcelona.
- ERCROS: Oficinas Centrales, Madrid.
- Consorcio de Aguas del Gran Bilbao, Bilbao.
- Nothern Trust Bank of América, Boca Ratón (USA).
- Caja de Ahorros del Mediterráneo, Alicante.
- Banco Guipuzcoano, San Sebastián.
- Museum of Modern Art, Boca Ratón (Florida).
- Bang & Olufsen Alicante.
- Centro de Convenciones y Congresos Maspalomas, Gran Canaria.
- Ibermutuamur (Madrid, Barcelona, Valencia, Oviedo, Sevilla, Alicante, Petrel, Denia)
- Corporación Mutua (Marbella, Mijas, Huelva)

### Encargos para hoteles
- Hotel Cristina, Gran Canaria.
- Hotel Oasis, Maspalomas Gran Canaria.
- Hotel Faro.
- Hotel Concorde.
- Hotel Lancelot; Lanzarote.
- Hotel Los Fariones, Lanzarote.
- Hotel Villa De Bilbao, Bilbao.
- Hotel Princesa Plaza, Madrid.
- Hotel Bristol, Benidorm.
- Hotel Poseidón Palace, Benidorm.
- Hotel Continental, Gran Canaria.
- Hotel Faro, Gran Canaria.
- Hotel Dunamar, Gran Canaria.
- Hotel IFA Beach, Gran Canaria.
- Hotel InterClub, Lanzarote.
- Hotel Dunas Suites, Gran Canaria.
- Hotel Poseidón, Benidorm.
- Hotel Poseidón Playa, Benidorm.
- Hotel Altaya, Altea.
- Hotel Buenaventura, Gran Canaria.
- Hotel Iberostar Papagayo, Lanzarote.
- Hotel Fortina, Malta.
- Hotel Cordial Mogán Playa, Gran Canaria.
- Edificio Torre Intempo, Benidorm Alicante